# Synemosyna invemar
Synemosyna invemar är en spindelart som beskrevs av Cutler, Muller 1991. Synemosyna invemar ingår i släktet Synemosyna och familjen hoppspindlar. Inga underarter finns listade i Catalogue of Life.